# Ramah (Colorado)
Ramah és una població dels Estats Units a l'estat de Colorado. Segons el cens del 2007 tenia 220 habitants.

## Demografia
Segons el cens del 2000, Ramah tenia 117 habitants, 50 habitatges, i 31 famílies. La densitat de població era de 180,7 habitants per km².
Dels 50 habitatges en un 26% hi vivien nens de menys de 18 anys, en un 46% hi vivien parelles casades, en un 12% dones solteres, i en un 38% no eren unitats familiars. En el 28% dels habitatges hi vivien persones soles el 10% de les quals corresponia a persones de 65 anys o més que vivien soles. El nombre mitjà de persones vivint en cada habitatge era de 2,34 i el nombre mitjà de persones que vivien en cada família era de 2,94.
Per edats la població es repartia de la següent manera: un 27,4% tenia menys de 18 anys, un 3,4% entre 18 i 24, un 20,5% entre 25 i 44, un 36,8% de 45 a 60 i un 12% 65 anys o més.
L'edat mediana era de 44 anys. Per cada 100 dones de 18 o més anys hi havia 107,3 homes.
La renda mediana per habitatge era de 29.250 $ i la renda mediana per família de 48.000 $. Els homes tenien una renda mediana de 29.167 $ mentre que les dones 21.667 $. La renda per capita de la població era de 15.465 $. Cap de les famílies i el 2,4% de la població estaven per davall del llindar de pobresa.

## Poblacions més properes
El següent diagrama mostra les poblacions més properes.